# Brewarrina
Brewarrina – miasto w Australii, w stanie Nowa Południowa Walia.